# Turdus amaurochalinus
El zorzal chalchalero (Turdus amaurochalinus), también denominado como zorzal argentino (en Chile), zorzal de vientre cremoso (en Perú), zorzal mandioca (en Paraguay) o sabiá común (en Uruguay),es una especie de ave paseriforme de la familia Turdidae que vive en Sudamérica. 
Tiene actitudes parecidas al zorzal colorado, pero algo menos terrícola y hace vibrar la cola en forma característica (poco notable en el otro).

## Distribución geográfica
Tiene una amplia distribución en bosques y praderas de América del Sur, en Argentina, Bolivia, Brasil, Chile, Paraguay, Perú y Uruguay.  

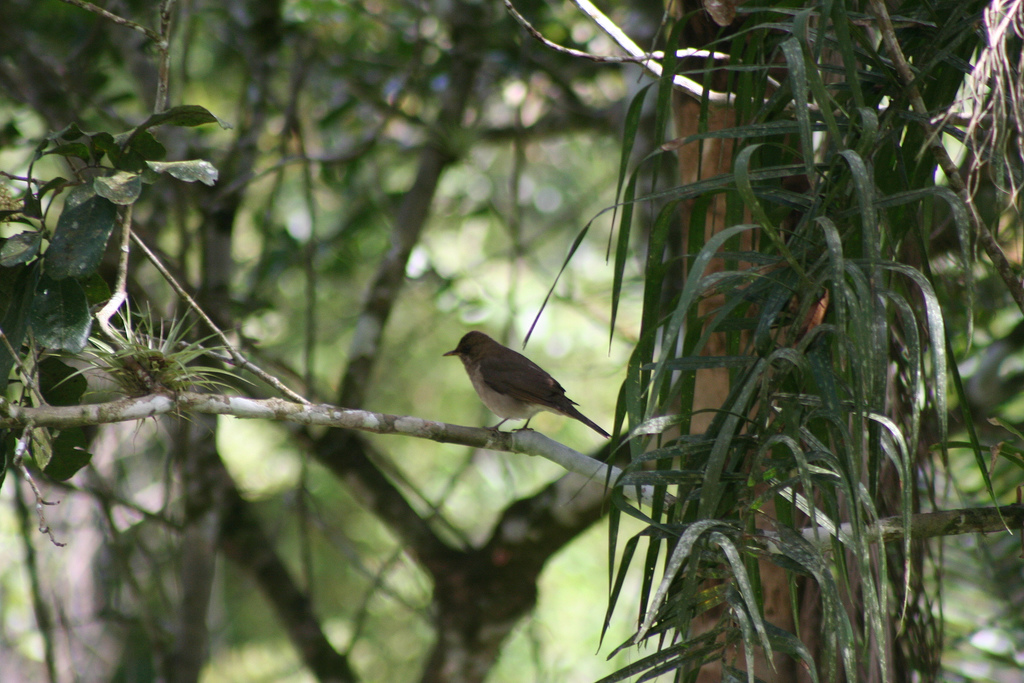
izq.

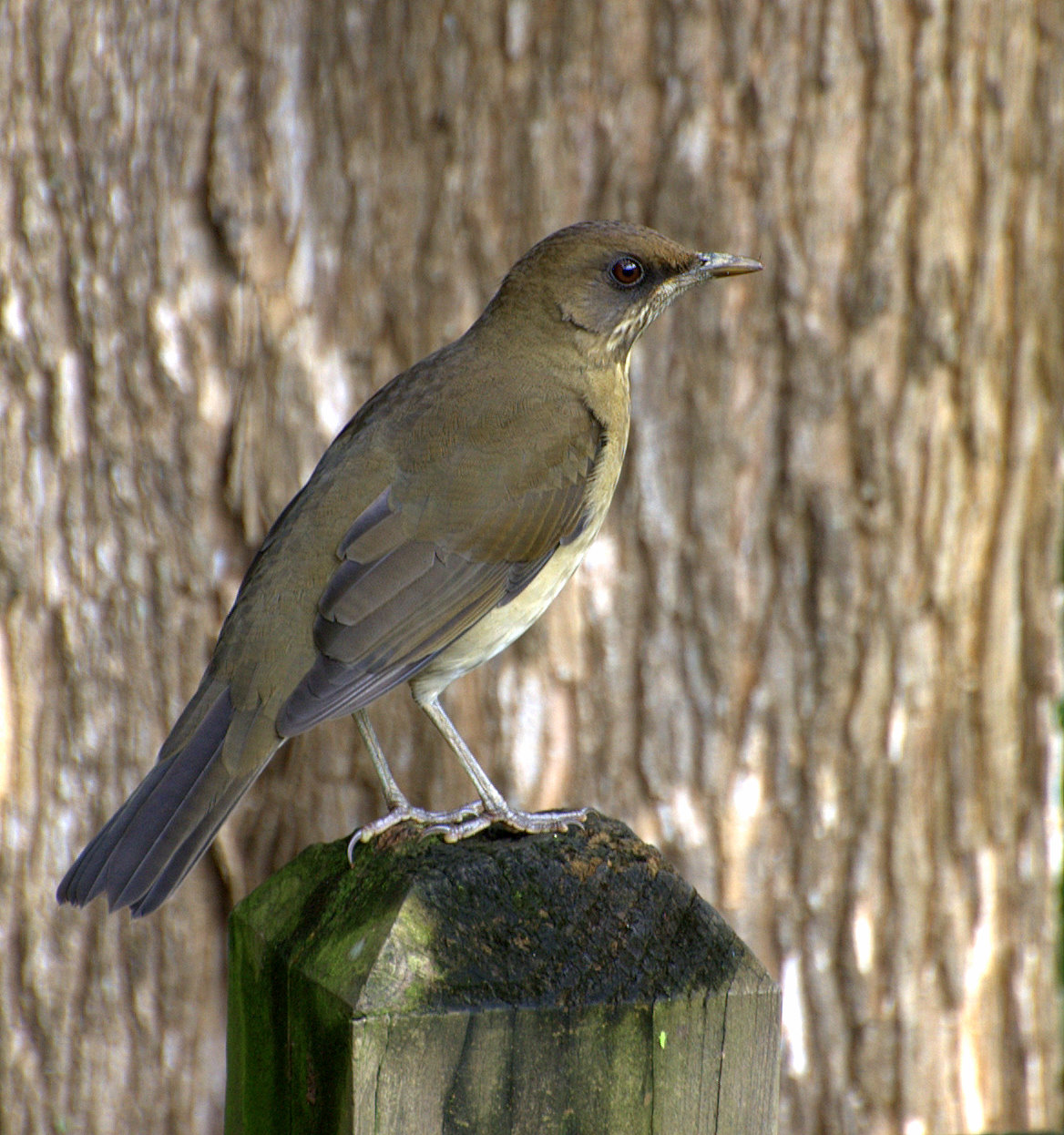
izq.

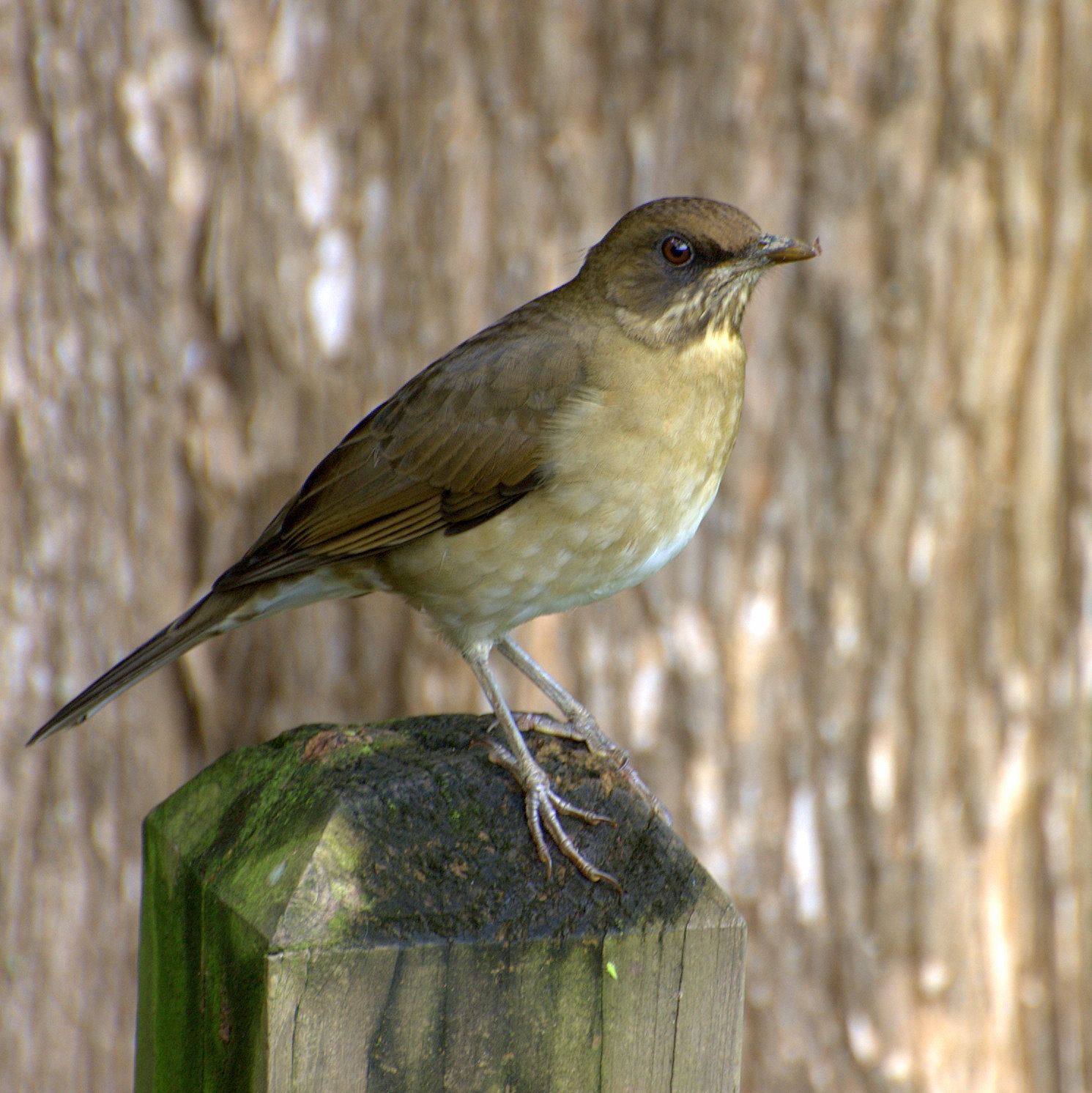
der.

## Hábitat
Es común tanto en bosques, praderas arboladas y montes abiertos como en hábitats humanos, tales como jardines y parques en la ciudad.  

## Nido
El nido es ubicado bastante alto, apoyado en las ramas.  
Es con forma de taza.  Está construido con ramitas finas y raíces. Algo de barro. Tapizado en su interior con fibras vegetales.  Allí la hembra pone tres huevos de color celeste verdosos con manchas grisáceas.  

## Características físicas
Su cuerpo mide 24,5 cm. Pico amarillo en los machos, y negro en las hembras y jóvenes.  La cabeza y dorso son de color pardo oliváceo, la garganta clara con rayas oscuras, el pecho ceniciento y el ventral blancuzco.

## Alimentación
Es omnívoro; se alimenta principalmente de frutos e invertebrados. Busca frutos carnosos que constituyen la base de su comida, tanto los de tamaños pequeños que puede engullir enteros (hasta las dimensiones de una aceituna) como los más grandes que suele picar para abrirlos y consumir su pulpa. Es habitual que resulte un buen dispersor de las semillas de las plantas que consume. 

## Canto
Muy distinto, pausado, semejando sílabas; de menor potencia pero más variado y áspero que el del zorzal colorado. Reclamo similar a un maullido y también cloqueos.